# Otto Aussem
Otto Christianowicz Aussem (ros. Отто Христианович Ауссем, ur. w październiku 1875 w Orle lub w Moskwie, zm. 24 września 1929 w Moskwie lub w Mediolanie) – radziecki dyplomata.

## Życiorys
Urodzony w niemieckiej rodzinie szlacheckiej, brat Woldemara, studiował w Uniwersytecie Moskiewskim, Kijowskim i Jurjewskim, usuwany za udział w ruchu rewolucyjnym. Aresztowany i 1899 skazany na zesłanie do guberni wołogodzkiej, 1902 zwolniony, 1906 wstąpił do SDPRR, 1906-1912 więziony w jarosławskim więzieniu, 1912 zesłany do Syberii Wschodniej, był członkiem Ludowo-Rewolucyjnego Sztabu Kraju Amursko-Sachalińskiego. W 1920 przewodniczący Nikołajewsko-Amurskiego Komitetu Obwodowego RKP(b), 1922 sekretarz odpowiedzialny Komitetu Okręgowego RKP(b) w Jałcie, 1922-1924 za poręczeniem Ludowego Komisariatu Oświaty Ukraińskiej SRR przebywał w Berlinie i Pradze, 1924 zastępca ambasadora ZSRR w Niemczech, następnie przedstawiciel dyplomatyczny ZSRR w Czechosłowacji. Od 1924 do lipca 1927 konsul generalny ZSRR we Francji, później konsul generalny ZSRR w Mediolanie.